# Scopula hesperidata
Scopula hesperidata là một loài bướm đêm trong họ Geometridae.